# Cliff Griffith
 Cliff Griffith  fou un pilot estatunidenc de curses automobilístiques nascut el 6 de febrer del 1916 a Nineveh, Indiana.
Griffith va córrer a la Champ Car a les temporades 1950-1952, 1956 i 1961 incloent-hi la cursa de les 500 milles d'Indianapolis de tots aquests anys.
Cliff Griffith va morir el 23 de gener del 1996 a Rochester, Indiana.

## Resultats a la Indy 500
| Any    | Cotxe  | Sortida | Vel. mitja | Ranking | Final  | Voltes | V. líder | Retirat   |
| ------ | ------ | ------- | ---------- | ------- | ------ | ------ | -------- | --------- |
| 1951   | 23     | 18      | 133.839    | 13      | 28     | 30     | 0        | Eix       |
| 1952   | 22     | 9       | 136.617    | 6       | 9      | 200    | 0        | Va acabar |
| 1956   | 27     | 30      | 141.471    | 24      | 10     | 199    | 0        | A 1 volta |
| 1961   | 26     | 30      | 145.038    | 19      | 24     | 55     | 0        | Pistó     |
| Totals | Totals | Totals  | Totals     | Totals  | Totals | 484    | 0        |           |

| Curses       | 4 |
| Poles        | 0 |
| Voltes líder | 0 |
| Victòries    | 0 |
| Top 5        | 0 |
| Top 10       | 2 |
| Retirades    | 2 |

## A la F1
El Gran Premi d'Indianapolis 500 va formar part del calendari del campionat del món de la Fórmula 1 entre les temporades 1950 a la 1960.
Els pilots que competien a la Indy durant aquests anys també eren comptabilitats pel campionat de la F1.
Cliff Griffith va participar en 3 curses de F1, debutant al Gran Premi d'Indianapolis 500 del 1951.

### Palmarès a la F1
- Participacions: 3
- Poles: 0
- Voltes Ràpides: 0
- Victòries: 0
- Pòdiums: 0
- Punts vàlids per la F1: 0